# Zawady (powiat łaski)
Zawady – wieś w Polsce położona w województwie łódzkim, w powiecie łaskim, w gminie Widawa. Przebiega przez nią Trakt Napoleoński.
W latach 1975–1998 miejscowość należała administracyjnie do województwa sieradzkiego.

## Wspólnoty wyznaniowe
- Kościół rzymskokatolicki
- Świadkowie Jehowy (zbór, Sala Królestwa)[4]